# Vojenská diktatura v Paraguayi
Vojenská diktatura v Paraguayi, místně nazývaná také jako Stronismo nebo Stronato, byla spojená s vládou generála Alfreda Stroessnera. Ten v květnu 1954 provedl vojenský státní převrat a chopil se moci. Jeho autoritářský režim byl spojen s vládou jedné strany, perzekucí disidentů, mučením a nucenými zmizeními. Paraguay byla zapojena do operace Kondor, ve které jihoamerické vojenské diktatury, s podporou Spojených států amerických, koordinovaly potírání levicové opozice. Rozsah státního teroru byl odhalen až s nalezením tzv. archivů teroru v roce 1992. Oproti jiným jihoamerickým vojenským diktaturám šlo spíše o personalizovanou diktaturu. Stroessner byl v únoru 1989 svržen ve vojenském státním převratu vedeném jeho blízkým přítelem, generálem Andrésem Rodríguezem Pedottim. Rodríguez provedl liberalizaci a demokratizaci země a v roce 1993 uspořádal první svobodné prezidentské volby, ve kterých zvítězil Juan Carlos Wasmosy.

## Pozadí
Paraguay byla v první polovině 20. století politicky velmi nestabilní zemí. Probíhal v ní politický boj mezi vládnoucí Liberální stranou a opoziční konzervativní stranou Colorado. Mezi lety 1904 a 1954 měla Paraguay třicet jedna prezidentů, z nichž většina byla odvolána z funkce násilím. Postupně se vytvořil také konflikt mezi frakcemi Liberální strany, který v letech 1922 a 1923 dospěl do občanské války. V první polovině třicátých let vedla Paraguay s Bolívií válku o Gran Chaco. Vítězem byla Paraguay, čímž se její rozloha zvýšila o 60 %. Nicméně válka stála život přes čtyřicet tisíc Paraguayců. 
Armáda, posílená vítězstvím ve válce, se rozhodla učinit přítrž s politickými boji uvnitř vládnoucí Liberální strany. V únoru 1936 byl v tzv. únorové revoluci svržen prezident Eusebio Ayala a moci se chopil plukovník Rafael Franco. Ten provedl první sociální reformy v historii země, včetně pozemkové reformy. Pravicoví důstojníci armády ale s jeho reformami nesouhlasili a v srpnu 1937 ho svrhli a vyhnali do exilu. Do funkce prezidenta byl dosazen Félix Paiva z Liberální strany, který většinu reforem zrušil. V srpnu 1939 se prezidentem stal generál a velitel armády během války o Gran Chaco, José Félix Estigarribia, který byl podpořen Liberální stranou. Ten přijal novou ústavu, která dávala prezidentovi autoritářské pravomoci. Nicméně krátce poté zemřel při letecké havárii. Nahradil ho tehdejší ministr války, generál Higinio Morínigo, který zemi dovedl k vojenské diktatuře, ve které byla omezena občanská práva a zakázány politické strany. V roce 1946 vypukla na protest proti jeho vládě generální stávka. Morínigo reagoval obnovou politických stran, přičemž začal spolupracovat s konzervativní stranou Colorado. Podporu armády si zajistil tím, že ji financoval 45 % státního rozpočtu. V roce 1947 se příznivci Liberální strany pustili do ozbrojeného boje a vypukla další občanská válka. Do války se proti Morínigovi zapojili také komunisté.
Morínigo válku vyhrál a v důsledku zakázal všechny politické strany s výjimkou strany Colorado. Jedním z důstojníku armády, kteří mu zůstali loajální, byl také Alfredo Stroessner. Po druhé světové válce se Paraguay, sympatizující s fašismem, stala jedním s cílů tzv. krysích stezek, tedy destinací, do kterých prchali nacističtí funkcionáři před válečnými soudy.
Roku 1949 se prezidentem stal kandidát strany Colorado Federico Chaves. Země byla v té době rozložena dekádami nestability a konfliktů. Krátce nato vyhlásil výjimečný stav a začal potírat opozici. Paraguay se ovšem dostala do ekonomické krize, kterou chtěl Chaves vyřešit půjčkou od argentinského prezidenta Juana Peróna. Spolupráce s Perónem ale byla odsouzena stranou Colorado. V zemi vypukla další vlna nepokojů. Chaves si mezitím rozhněval armádu, když se rozhodl preferovat investování do výzbroje policie. V březnu 1954 i proto provedl armádní generál Alfredo Stroessner státní převrat, který byl zahájen právě útokem na policejní stanice.

## Historie

### Konsolidace moci (1954–1960)

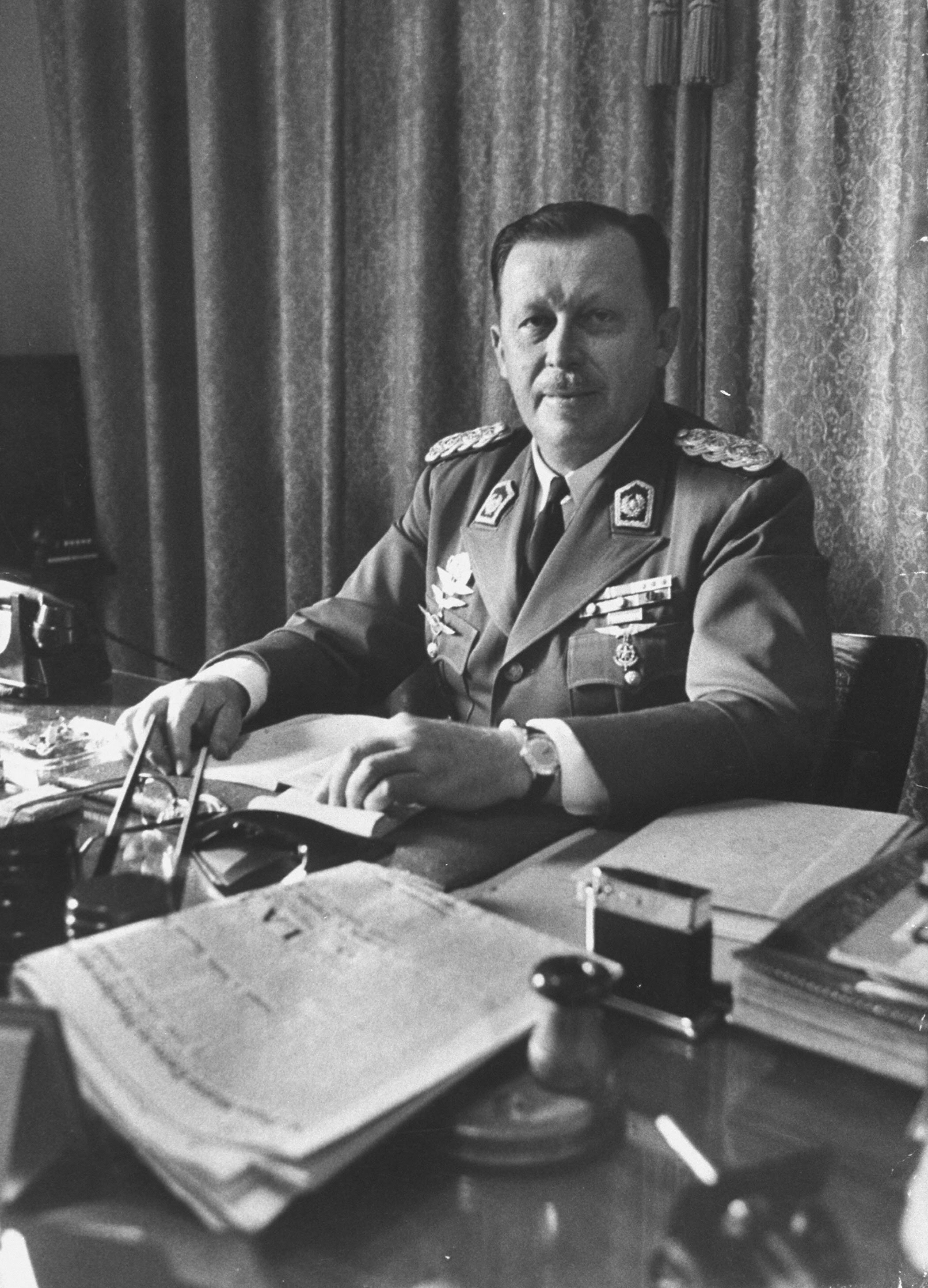
Paraguayský prezident generál Alfredo Stroessner (1959)

V květnu 1954 generál Alfredo Stroessner provedl vojenský puč, ve kterém svrhl prezidenta Federica Chavese a sám se stal prozatímním prezidentem. V červenci 1954 se konaly prezidentské volby, ve kterých byl Stroessner jediným kandidátem (za stranu Colorado, která byla jedinou povolenou stranou v zemi). Straníci si představovali, že půjde o dočasnou volbu, nepředpokládali, že se Stroessner právě chopil moci na dalších 35 let.
Používání politických represí, výhrůžek a eskader smrti bylo klíčovým faktorem Stroessnerova dlouholetého režimu. Získal prakticky neomezenou moc, protože dal volnou ruku armádě a ministrovi vnitra Edgaru Ynsfránovi, který začal obtěžovat, terorizovat a občas vraždit rodinné příslušníky odpůrců režimu. Stroessnerova vláda od začátku zaujímala nekompromisní postoj. Brzy po nástupu do úřadu vyhlásil výjimečný stav, což mu dalo pravomoc pozastavit ústavní svobody. Podle ustanovení o výjimečném stavu byla vláda zmocněna zatýkat a zadržovat kohokoli na dobu neurčitou bez soudu a také zakazovat veřejná shromáždění a demonstrace. Toto zmocnění bylo obnovováno každých 90 dní až do roku 1987, s výjimkou krátkého období v roce 1959. Ačkoli se po roce 1970 technicky vztahovalo pouze na Asunción, soudy rozhodly, že kdokoli obviněný z bezpečnostních trestných činů může být předveden do hlavního města a obviněn podle ustanovení o výjimečném stavu – i když k trestnému činu došlo mimo hlavní město. Stroessner tedy v podstatě po celou dobu svého funkčního období vládl v režimu, který se rovnal stannému právu.
Stroessner v té době ještě neovládal stranu Coloroda, která byla rozdělena do soupeřících frakcí, a armáda také nebyla spolehlivým podporovatelem jeho vlády. Ekonomika byla ve špatném stavu a dále se zhoršovala s rostoucí inflací. Jeho úsporná opatření se ukázala jako nepopulární u vojenských důstojníků, kteří si již dlouho zvykli na zvýhodněné půjčky od centrální banky; u fiskálně pochybných podnikatelů, kteří neměli rádi výrazné zpřísňování úvěrů; a u stále chudších dělníků, kteří v roce 1958 zorganizovali generální stávku požadující zvýšení platů.
V roce 1958 byl Stroessner znovuzvolen, ovšem opět kandidoval jako jediný. V důsledku volebního podvodu se z opozice zformovala guerilla. Ta byla podporována Argentinou a Venezuelou. V roce 1960 se zformoval komunistický odboj ve formě hnutí Frente Unido de Liberación Nacional, které získalo podporu z Kuby. V reakci strana Colorado posílila své paramilitární jednotky (py nandí a Guión Rojo), které vznikly již v době občanské války. Tyto jednotky byly silně antikomunistické a krajně pravicové. Jednotky si vysloužily obávanou pověst pro svou krutost v boji, mučení a popravy vězňů. Stále více lidí bylo internováno v koncentračních táborech v džungli. Současně armádní jednotky a policie rozdrtily stávkující odbory převzetím jejich organizací a zatčením jejich vůdců.

### Krátké uvolnění, nové represe a potlačování odboje (1959–1969)

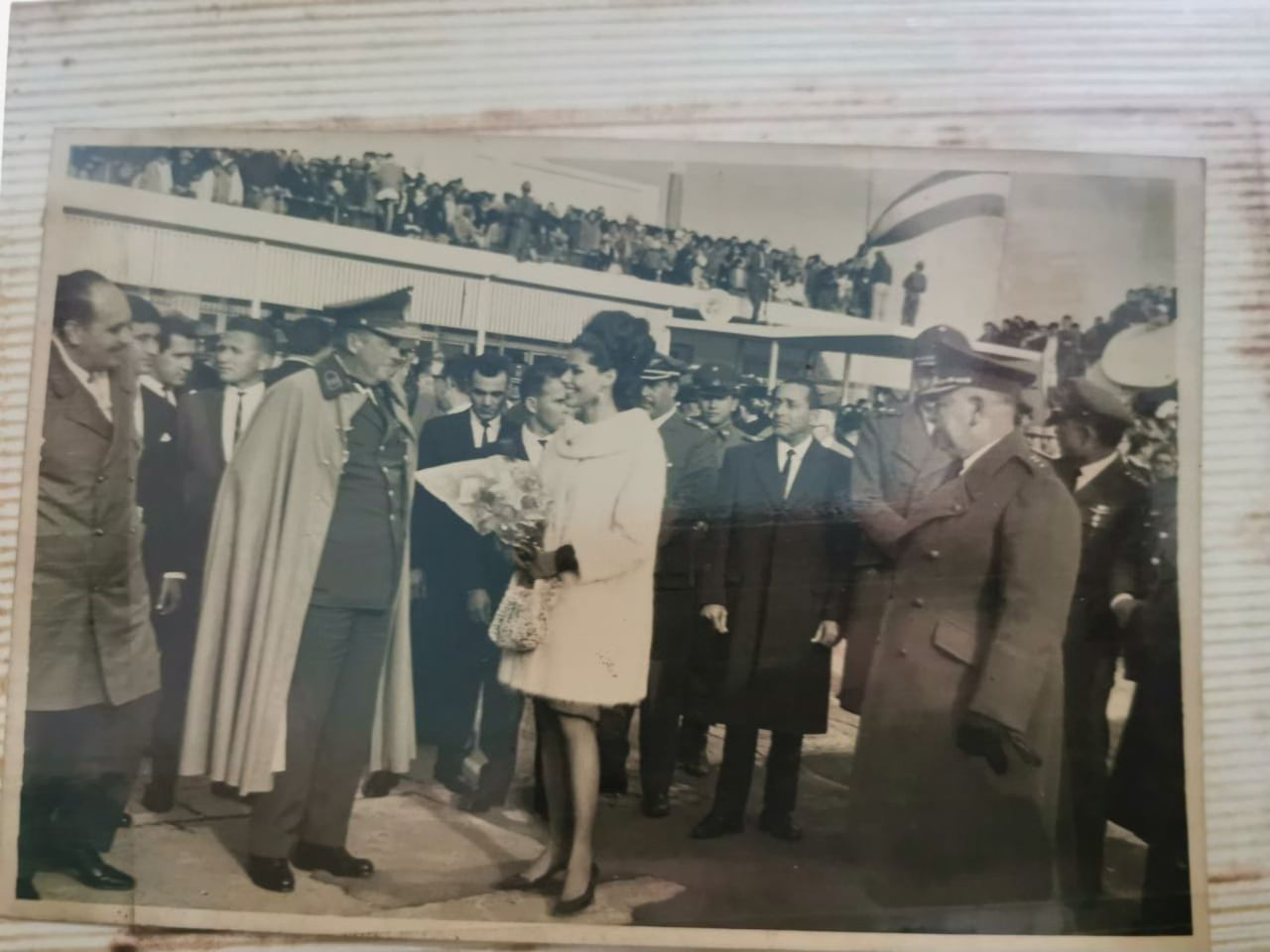
Paraguayský prezident Alfredo Stroessner a miss Paraguay (1965)

Roku 1959 se Stroessner rozhodl vyslyšet volání po reformách, které se ozývalo z armády a strany Colorado. Odvolal výjimečný stav, povolil návrat politických exulantů, ukončil cenzuru, osvobodil politické vězně a slíbil přijetí nové ústavy. Uvolnění rozpoutalo vlnu protirežimních demonstrací a uvrhlo zemi do chaosu. Po dvou měsících Stroessner opět vyhlásil výjimečný stav a odvolal demokratizační reformy.
Ačkoliv byl odboj v zemi znatelný, režim se udržel u moci i díky vojenské pomoci od Spojených států amerických, které poskytly vojenské odborníky na boj proti guerillám (viz také Institut západní polokoule pro bezpečnostní spolupráci). USA zejména podporovaly boj proti komunistům. Současně ve straně Colorado došlo k čistkám a ve vedoucích pozicích zůstaly jen osoby loajální režimu. V šedesátých letech se navíc k moci v okolních zemích dostávaly vojenské junty, čímž došlo k vzájemné spolupráci a stabilitě vojenských diktatur v regionu. Stroessner, povzbuzen konsolidací moci, umožnil zapojení dalších (vybraných) politických stran. V roce 1963 se konaly první parlamentní volby od roku 1939, ve kterých nebyla jen jedna strana. Liberální strana sice obdržela jen 7 % hlasů, ale současně třetinu dostupných mandátů. Roku 1964 byla povolena strana Partido Revolucionario Febrerista bývalého prezidenta Rafaela Franka. Vznikla také Partido Demócrata Cristiano. Podmínkou bylo, aby se strany zřekly ozbrojeného odboje, což učinily. Proti se postavila Paraguayská komunistická strana (Partido Communista Paraguayo), jejíž ozbrojené milice ale byly do poloviny šedesátých let poraženy. Členové komunistické strany a jejich rodiny byli terčem perzekucí. Protirežimně se stavěla také malá frakce uvnitř strany Colorado nazvaná Movimiento Popular Colorado. Její členové byli také vystaveni perzekucím režimu.
Roku 1967 byla přijata nová ústava, která umožnila Stroessnerovi kandidovat v dalších několika volbách na pětileté funkční období. Volby byly ovšem nesvobodné. V parlamentních volbách bylo opozičním stranám vymezeno jen dvacet mandátů (třetina), o které mezi sebou soutěžily, zatímco čtyřicet mandátů (dvě třetiny) připadalo pro stranu Colorado. V roce 1977 byla přijata další nová ústava, která rušila omezení pro prezidenta v počtu možných volebních období. Stroessner si tak zajistil doživotní vládu. Stroessner proti sobě nechal formálně kandidovat i kandidáta Liberálů. Nejvíce hlasů získal ve volbách roku 1968 Gustavo González (21 %). Později opoziční strany prezidentské volby bojkotovaly.
Stroessnerův režim také prováděl represe vůči indiánské populaci (viz genocida původních obyvatel Paraguaye během vojenské diktatury). Řada osad stála v cestě hospodářskému vývoji (překážely těžařským společnostem, dřevorubcům nebo farmářům). Stroessner nechal odsunout přes tisíc členů kmene Acéú (či Aché) do rezervací, které ale spíše byly internačním táborem. Odbojní indiáni byli mučeni a jejich ženy znásilňovány. Byly také na nich dělány lékařské pokusy. Ve městě San Juan existoval i v této době trh s indiánskými otroky. Na perzekuci indiánů se aktivně podílela řada uprchlých nacistů, kteří žili pod falešnou identitou v Paraguayi.

### Rostoucí kritika vůči režimu (1970–1979)
Od konce šedesátých let vedoucí představitelé římskokatolické církve vytrvale kritizovali Stroessnerovo postupné prodlužování jeho působení ve funkci a jeho zacházení s politickými vězni. Režim reagoval zavíráním římskokatolických vydavatelství a novin, vyháněním neparaguayských kněží a šikanou církevních pokusů organizovat venkovskou chudinu.
Díky šikovnému vyvažování armády a strany Colorado si Stroessner udržel kontrolu. Stále častěji byla ale jeho neotřesitelná pozice zpochybňována. Například v listopadu 1974 policejní jednotky zajaly sedm partyzánů na farmě nedaleko Asunciónu. Při výslechu vězňů se zjistilo, že plánovali atentát na Stroessnera a měli informace, které mohly pocházet pouze od vysokého představitele strany Colorado. Vzhledem k tomu, že se stranická hierarchie náhle dostala do podezření, Stroessner nařídil zatčení a výslech více než tisíce funkcionářů a členů strany. Vyslal také agenty do Argentiny a Brazílie, aby unesli podezřelé z řad exulantů z Colorada. Následovala masivní čistka strany. Ačkoli systém přežil, byl otřesen. Další masová zatýkání následovala během tzv. bolestných Velikonoc v roce 1976. Šlo o masivní zásah na venkovské zemědělce, kteří byli podezíráni ze spolupráce s hnutím Organización Primero de Marzo.
Režim se v sedmdesátých letech stále častěji dostával pod mezinárodní palbu kvůli porušování lidských práv, včetně obvinění z mučení a vražd. V roce 1978 iniciovala Meziamerická komise pro lidská práva výroční zasedání ministrů zahraničí členů Organizace amerických států k přijetí rezoluce vyzývající Paraguay ke zlepšení situace v oblasti lidských práv. V roce 1980 Valné shromáždění Organizace amerických států, které se sešlo v La Paz v Bolívii, odsoudilo porušování lidských práv v Paraguayi a označilo mučení a mizení lidí za „urážku svědomí celé hemisféry“. Mezinárodní skupiny rovněž obvinily armádu, že zabila 30 rolníků a dalších 300 zatkla poté, co rolníci protestovali proti zásahům vládních úředníků vůči jejich půdě.
Koncem sedmdesátých let se hlasitým kritikem režimu stal liberální politik Domingo Laíno. Laínova obvinění z korupce ve vládě, zapojení do obchodování s narkotiky, porušování lidských práv a nedostatečného finančního odškodnění od Brazílie podle podmínek smlouvy z Itaipú si vysloužila Stroessnerův hněv. Laínovy se na několik let podařilo spojit různé frakce opozice a koordinovat postup proti režimu a zejména dalšímu zvolení Stroessnera prezidentem. V této době byl obětí nesčetných zatčení, mučení a pronásledování. V roce 1982, po vydání kritické knihy o bývalém nikaragujském vojenskému diktátorovi Anastasiu Somozovi Debayleovi, byl donucen odejít do exilu. Somoza, který byl svržen v roce 1979, žil poté v Asunciónu jako osobní host Stroessnera. V roce 1980 byl ovšem v Paraguayi na něj spáchán atentát, což rovněž značilo oslabení moci Stroessnera.
Stroessnerův režim byl protknut korupcí. Z Paraguaye se stalo největší pašerácké překladiště Jižní Ameriky. Ilegální obchodníci ze zahraničí zde kšeftovali s kávou, cigaretami, automobily i vojenskou technikou. Junta dostávala pravidelné úplatky, aby proti ilegálním obchodníkům nezasahovala. Generál Andrés Rodriguez spolu s velitelem tajné policie Pastorem Coronelem třímali monopol na obchod s drogami, admirál Hugo Gonzáles a prezidentův tajemník Conrado Pappalardo zase vládli prostituci, hernám a nočním podnikům. Obdobně se na ilegálních aktivitách podíleli i další představitelé vlády a kvazi parlamentu.

### Úpadek a konec režimu (1980–1989)
Země vstoupila do 80. let 20. století méně izolovaná a venkovská, než tomu bylo dříve, ale více než polovina populace stále žila na venkově. Politické a sociální struktury zůstávaly nepružné, ale Paraguayci změnili svůj světonázor a uvědomovali si svou politickou sílu. Volby v letech 1983 a 1988 byly přesto zmanipulovány tak, aby Stroessner získal téměř 90 % hlasů, a zároveň byla zachována fikce pluralitního systému.
Dne 3. února 1989 byl Stroessner svržen vojenským převratem vedeným generálem Andrésem Rodríguezem. Odešel do exilu v Brazílii, kde v roce 2006 zemřel. V době své smrti byl Stroessner obžalovaným v několika případech porušování lidských práv v Paraguayi.
Rodríguez v květnu 1989 ve volbách vyhrál prezidentský úřad a dokončil tak Stroessnerovo funkční období, v němž v parlamentu stále dominovala strana Colorado. Jedním z bezprostředních důsledků převratu bylo, že venkovští Paraguayci obsadili nevyužívané pozemky, „které si nárokoval stát, rodina Stroessnerových a jejich kumpáni a zahraniční investoři“. V nově vytvořených komunálních volbách v roce 1991 zvítězili opoziční kandidáti v několika velkých městských centrech, včetně Asunciónu. Jako prezident Rodríguez zavedl politické, právní a ekonomické reformy a zahájil sblížení s mezinárodním společenstvím.

## Mezinárodní vztahy

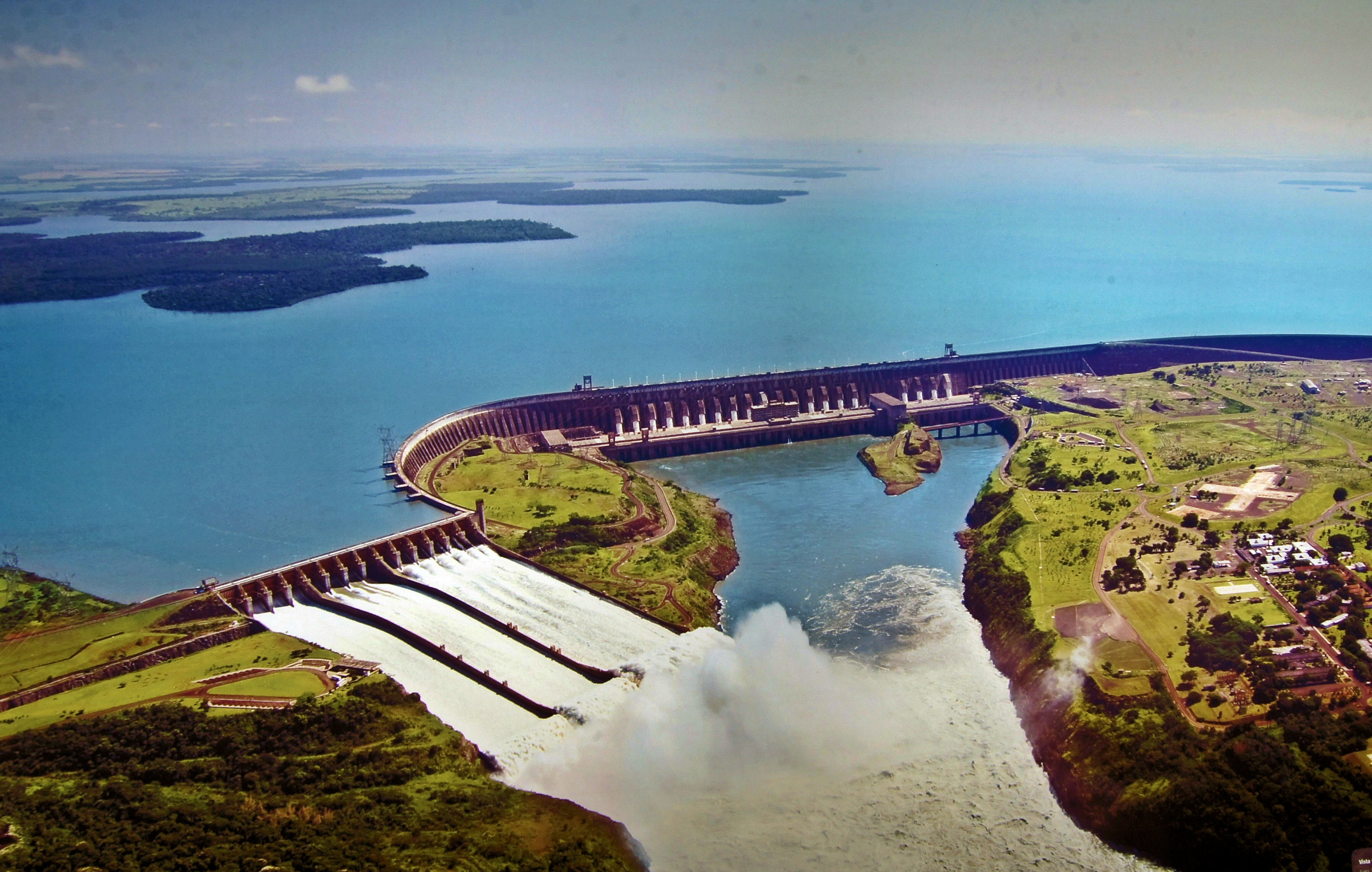
Přehrada a vodní elektrárna Itaipú, symbol spolupráce Brazílie a Paraguaye

Paraguayský prezident Alfredo Stroessner (vpravo) a brazilský prezident, generál Humberto de Alencar Castelo Branco, při slavnostním otevření Mostu přátelství mezi Brazílií a Praguayí (1965)

Během 60. a 70. let 20. století měly na Paraguay hlavní zahraniční vlivy Brazílie a Spojené státy. Obě země napomáhaly ekonomickému rozvoji Paraguaye způsobem, který posílil její politickou stabilitu. Dohoda s Brazílií z roku 1956 o zlepšení dopravního spojení mezi oběma zeměmi výstavbou silnic a mostu přes řeku Paraná prolomila tradiční závislost Paraguaye na Argentině. Pro Paraguay bylo obzvláště cenné, že Brazílie zemi udělila bezcelní přístav u Atlantického oceánu. Brazílie také poskytla půjčkou finance na výstavbu přehrady a vodní elektrárny Itaipú. Megalomanský projekt vedl k zásadnímu navýšení státního dluhu, přičemž většinu produkce elektřiny získává Brazílie. Stroessner výměnou požadoval závazek ochrany země. Výstavba však dala paraguayské ekonomice nový impulz. Stavba přinesla ekonomický rozmach, protože tisíce Paraguayců, kteří nikdy předtím neměli pravidelné zaměstnání, začaly pracovat na obrovské přehradě, která se stavěla mezi lety 1973 a 1982. Argentina nechtěla přijít o regionální vliv a domluvila se s Paraguayí na výstavbě vodní elektrárny Yacyretá (ve výstavbě v letech 1983 až 1994). Tím, že Stroessner postavil Argentinu proti Brazílii, zlepšil diplomatickou a ekonomickou autonomii Paraguaye a její ekonomické vyhlídky.
Stroessner také těžil z antikomunistické ideologie studené války ve Spojených státech z 50. a 60. let 20. století, která nekriticky upřednostňovala protikomunistické vlády. V roce 1957 Paraguay demonstrativně navázala diplomatické vztahy s Tchaj-wanem. Po příjezdu do Asunciónu během své cesty po Latinské Americe v roce 1958 viceprezident Richard Nixon chválil Stroessnerovu Paraguay za to, že se postavila proti komunismu silněji než kterýkoli jiný národ na světě. Hlavním strategickým zájmem Spojených států v té době bylo zabránit vzniku levicového režimu v Paraguayi, která by díky své strategické poloze mohla být základnou komunistických organizací pro celou Jižní Ameriku. Od roku 1947 do roku 1977 Spojené státy každoročně dodávaly vojenskou techniku v hodnotě přibližně 750 000 amerických dolarů a vycvičily více než 2 000 paraguayských vojenských důstojníků v kontrarozvědce a protipovstalecké činnosti. V roce 1977 Kongres Spojených států výrazně omezil vojenskou pomoc Paraguayi.
Paraguay na oplátku pravidelně hlasovala pro politiky Spojených států v Organizaci spojených národů a Organizaci amerických států. Stroessner, pravděpodobně nejspolehlivější spojenec Spojených států v Latinské Americe, jednou poznamenal, že velvyslanec Spojených států je jako další člen jeho kabinetu. Vztahy se poněkud zhoršily během administrace prezidenta Johna F. Kennedyho, kdy američtí představitelé začali volat po demokratické vládě a pozemkové reformě a hrozili zadržením finančních prostředků Aliance pro pokrok (částka rovnající se přibližně 40 % paraguayského rozpočtu), pokud Paraguay nedosáhne pokroku. Ačkoli tento tlak nepochybně povzbudil Stroessnera k legalizaci některých vnitřních opozičních stran, nepodařilo se mu z paraguayského vládce udělat o nic menšího diktátora. Odpůrci režimu, kteří souhlasili se Stroessnerovou volební šarádou, dostávali odměny v podobě privilegií a oficiálního uznání. Jiným odpůrcům však hrozilo zadržení a vyhnanství. Za prezidenta Lyndona B. Johnsona se USA staly k Stroessnerovi opět přátelštější. Nové vojenské vlády v Brazílii a Argentině podporované Spojenými státy také zlepšily vztahy mezi Spojenými státy a Paraguayem.
Vztahy mezi Paraguayí a Spojenými státy se podstatně změnily po zvolení prezidenta Jimmyho Cartera v roce 1976. Jmenování Roberta Whitea velvyslancem Spojených států v roce 1977 a zastavení dodávek vojenského materiálu Kongresem v témže roce odrážely rostoucí obavy z absence demokratické vlády a porušování lidských práv v Paraguayi. Další prezident, Ronald Reagan, nejdříve se Stroessnerem spolupracoval, ale později se od jeho diktatury distancoval.